# Impressive Instant
«Impressive Instant» es una canción interpretada por la cantante estadounidense Madonna, incluida en su octavo álbum de estudio, Music (2000). Originalmente destinada a ser el cuarto sencillo del álbum, el lanzamiento fue cancelado debido a un desacuerdo entre Madonna y su compañía discográfica. Finalmente, Warner Bros. lo lanzó en Estados Unidos como sencillo promocional el 18 de septiembre de 2001. Compuesta y producida por Madonna y Mirwais Ahmadzaï, la canción es brillante y edificante en su contenido y composición. Fue la primera canción en la que Madonna y Ahmadzaï trabajaron y grabaron. Ahmadzaï tuvo que trabajar por separado en su computadora portátil para generar los elementos de sonido que Madonna quería en la canción, ya que era difícil generar la música en el estudio de grabación. «Impressive Instant» ha sido descrita como un aplastante conocedor de clubes que contiene líneas de teclado futuristas, en la que la voz de Madonna suena distorsionada y robótica. Respaldada por sonidos láser y sintetizadores, las letras de la canción tratan sobre el amor a primera vista y contienen letras sin sentido.
«Impressive Instant» obtuvo una respuesta positiva de los críticos. Muchos la calificaron como una de las que sobresalen en el álbum y elogiaron la producción de Ahmadzaï en la canción. Lanzada solo en Estados Unidos, fue un éxito de dance, llegó al número uno de la lista Billboard Hot Dance Club Play y estuvo en la cima durante dos semanas consecutivas. Se convirtió en el vigesimoséptimo número uno de Madonna en esa lista, más que cualquier artista. Fue su canción número 36 que alcanzó los diez primeros puestos en el Hot Dance Club Play y su séptima canción consecutiva en encabezar dicha lista. Durante las giras promocionales para Music, Madonna interpretó la canción en un ambiente neo-occidental en Nueva York y Londres. Además, fue interpretada en el Drowned World Tour de 2001 como parte de la sección ciberpunk, en la que Madonna estaba acompañada por bailarines con máscaras antigás. La presentación fue generalmente recibida como una de las más destacadas del concierto.

## Información general

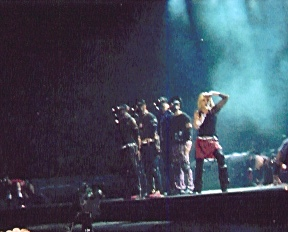
Madonna cantando el tema como parte de su gira Drowned World Tour.

«Impressive Instant» es la segunda canción del álbum Music. Esta contiene un fuerte estilo de música techno y rodeada de múltiples sonidos electrónicos que en ocasiones se entremezclan con la voz de Madonna, deformando su verdadero tono. La inspiración de esta canción provino de una canción titulada "Naive song" incluida en el álbum Production de Mirwais Ahmadzaï.
Hubo intenciones de que la canción fuera el cuarto sencillo del álbum Music. Sin embargo, esto nunca se llegó a concretar porque la disquera de Madonna quería que el cuarto sencillo fuera "Amazing". A pesar de eso, fue publicada como un sencillo promocional en discotecas, conteniendo los remixes creados por Peter Rauhofer el 18 de septiembre de 2001. "Impressive Instant" alcanzó el puesto número 1 en la lista Billboard Hot Dance Music/Club Play de Estados Unidos, permaneciendo allí durante dos semanas. Se convirtió en la vigésimo séptima canción de Madonna que alcanza el primer puesto en esta lista. También fue la primera vez que todos los sencillos de un álbum suyo fueron número uno en dicha lista.
Madonna presentó en vivo "Impressive Instant" en sus dos giras promocionales para el álbum Music, en las ciudades de Nueva York (Estados Unidos) y Londres (Reino Unido). Además, es la segunda canción que interpretó en su gira Drowned World Tour en 2001. Este tema iba a ser incluido en el "Sticky & Sweet Tour", en el cual fue mezclado con uno de sus éxitos, "Burning Up", contiene ritmos electrónicos idénticos al tema oficial, incluyendo acordes de guitarra eléctrica. Luego de conocerse que "Impressive Instant" fue descartado de la lista de temas del Sticky & Sweet Tour, la canción se filtró en internet, así como el video que se iba a utilizar en la gira.

## Remixes
- Album Version (3:37)
- Peter Rauhofer's Universal Club Mix (9:40)
- Peter Rauhofer's Universal Dub (6:44)
- Peter Rauhofer's Universal Radio Mixhow Mix (5:34)
- Peter Rauhofer's Drowned World Dub (8:26)
- Peter Rauhofer's Drowned World Dub Part 2 (7:25)
- Deep Dish Samba Remix (10:19)